# Narwana miłość
Narwana miłość (fran. L’amour braque) – francuski film fabularny z 1985 roku w reżyserii Andrzeja Żuławskiego. Swobodna i uwspółcześniona adaptacja powieści Fiodora Dostojewskiego Idiota.

## Fabuła
Mickey i jego banda rabują pieniądze z banku, a następnie ruszają do Paryża, by zemścić się na braciach Venin, którzy przed laty skrzywdzili matkę Mary - dziewczyny Micky’ego. W pociągu jadącym do Paryża poznają Leona, który utrzymuje, że jest potomkiem węgierskiego księcia. Wyraźnie zagubiony Leon podąża za bandą Micky’ego i wkrótce poznaje Mary.

## Obsada
- Sophie Marceau - Mary
- Francis Huster - Léon
- Tchéky Karyo - Micky
- Christiane Jean - Aglaé
- Jean-Marc Bory - Simon Venin
- Michel Albertini - André